# María Nsué Angüe
María Nsué Angüe (zm. 18 stycznia 2017) – pisarka i dziennikarka z Gwinei Równikowej.
Nie ma pełnej jasności odnośnie do jej daty urodzenia. Niektóre źródła podają rok 1945, inne mówią o roku 1948, jeszcze inne zaś o 1950. Należała do grupy etnicznej Fang. Urodziła się w pobliżu Ebebiyín, w kontynentalnej części ówczesnej Gwinei Hiszpańskiej. Wraz z rodziną, w wieku ośmiu lat wyjechała do Hiszpanii. Tam też zarówno zdobyła wykształcenie jak i rozpoczęła aktywność pisarską. Po powrocie do kraju została zatrudniona w ministerstwie informacji, pracowała też w gwinejskim radiu oraz w piśmie Ébano.
W jej twórczości stale przewijały się wątki związane z sytuacją kobiety w społeczeństwie afrykańskim. Kojarzona jest szczególnie z powieścią Ekomo (1985). Książka, osnuta wokół kobiety walczącej ze stygmatyzacją i społecznymi tabu, uznawana jest za pierwszą powieść napisaną przez kobietę w historii gwinejskiej literatury. Pozostawiła po sobie również szereg opowiadań, wierszy i artykułów prasowych. Część jej dorobku wciąż oczekuje na publikację. Była jedną z dwóch kobiet (obok Raqueli Ilonbé), której prace zamieszczono we wpływowej Antología de la literatura guineana (1984). Tłumaczona na francuski.
Mimo biegłej znajomości swego języka etnicznego i pozostawania pod znacznym wpływem literatury ustnej stworzonej w fang przyznawała, że myśli, pisze i śni wyłącznie po hiszpańsku.
Od 2015 była członkiem-korespondentem Królewskiej Akademii Hiszpańskiej, zasiadała również w krajowej akademii języka hiszpańskiego (Academia Ecuatoguineana de la Lengua Española, AEGLE). Zmarła w Hospital La Paz de Sipopo w Malabo.